# Eucalathis costellata
Eucalathis costellata är en armfotingsart som beskrevs av Cooper 1981. Eucalathis costellata ingår i släktet Eucalathis och familjen Chlidonophoridae. Inga underarter finns listade i Catalogue of Life.